# Legends Never Die (álbum)
Legends Never Die —en español: Leyendas nunca mueren— es el tercer álbum de estudio del rapero estadounidense Juice Wrld y el primer álbum póstumo después de su muerte por sobredosis de drogas el 8 de diciembre de 2019. Fue lanzado el 10 de julio de 2020 a través de Grade A Productions y distribuido por Interscope Records. El 4 de mayo de 2020, el álbum fue anunciado originalmente por la novia de Juice Wrld, Ally Lotti, bajo el título de The Outsiders. Sin embargo, el título fue cambiado días después.
Legends Never Die recibió críticas generalmente positivas de los críticos y debutó en la cima del Billboard 200 de Estados Unidos. Con 497.000 unidades equivalentes a álbumes en su primera semana. También alcanzó el número uno en varios otros países, incluidos Canadá y el Reino Unido. El álbum fue apoyado por seis sencillos: "Righteous", "Tell Me U Luv Me", "Life's a Mess", "Come & Go", "Wishing Well" y "Smile".

## Antecedentes
Se anunció que el álbum se lanzaría a fines de 2019, pero el lanzamiento se retrasó debido a la muerte del artista.
En la primavera de 2020, el rapero Lil Bibby dijo que el álbum Juice WRLD se lanzará pronto.
El 4 de mayo de 2020, la novia de Juice WRLD, Ally Lotti, tuiteó que el primer álbum póstumo de Jarad se llamaría The Outsiders. Señaló que está trabajando duro para asegurarse de que la grabación "resulte exactamente como a Jarad le gustaría verla".
El 6 de julio de 2020, el avance del álbum fue lanzado en el canal oficial de YouTube del artista. Se ha renombrado Legends Never Die. La portada se reveló en Instagram y se reveló la cantidad de canciones.

## Sencillos
La canción "Righteous", el sencillo principal del álbum, fue lanzado el 24 de abril de 2020.
El segundo sencillo del álbum, "Tell Me U Luv Me" con Trippie Redd, fue lanzado el 29 de mayo.
El tercer sencillo, "Life's a Mess" con Halsey, fue lanzado el 6 de julio.
El cuarto sencillo "Come & Go", con el productor de EDM Marshmello, fue lanzado el 9 de julio de 2020 un día antes del lanzamiento del álbum.

## Lista de canciones
| Legends Never Die track listing |                                                                |                |          |  |
| N.º                             | Título                                                         | Producer(s)    | Duración |  |
| 1.                              | «Anxiety» (Intro)                                              |                | 1:10     |  |
| 2.                              | «Conversations»                                                | Ronny J        | 3:01     |  |
| 3.                              | «Titanic»                                                      | DY Krazy       | 2:56     |  |
| 4.                              | «Bad Energy»                                                   | Take a Daytrip | 3:06     |  |
| 5.                              | «Righteous»                                                    | Nick Mira      | 4:02     |  |
| 6.                              | «Blood on My Jeans»                                            | Gezin          | 2:34     |  |
| 7.                              | «Smile» (con The Weeknd)                                       | CXDY           | 3:16     |  |
| 8.                              | «Tell Me U Luv Me» (con Trippie Redd)                          | Nick Mira      | 3:00     |  |
| 9.                              | «Hate the Other Side» (con Marshmello, Polo G y The Kid Laroi) | Marshmello     | 2:40     |  |
| 10.                             | «Get Through It» (Interlude)                                   |                | 0:20     |  |
| 11.                             | «Life's a Mess» (con Halsey)                                   | Rex Kudo       | 3:22     |  |
| 12.                             | «Come & Go» (con Marshmello)                                   | Marshmello     | 3:25     |  |
| 13.                             | «I Want It»                                                    | Dre Moon       | 2:53     |  |
| 14.                             | «Fighting Demons»                                              | Nick Mira      | 3:20     |  |
| 15.                             | «Wishing Well»                                                 | ChopSquad DJ   | 3:14     |  |
| 16.                             | «Screw Juice»                                                  | Nick Mira      | 2:59     |  |
| 17.                             | «Up Up and Away»                                               | Rex Kudo       | 2:27     |  |
| 18.                             | «The Man, The Myth, The Legend» (Interlude)                    |                | 2:16     |  |
| 19.                             | «Stay High»                                                    | 2fly           | 2:48     |  |
| 20.                             | «Can't Die»                                                    | DY Krazy       | 3:02     |  |
| 21.                             | «Man of the Year»                                              | Skrillex       | 2:16     |  |
| 22.                             | «Juice WRLD Speaks from Heaven» (Outro)                        |                | 0:30     |  |

## Posicionamiento en lista
| Lista (2020)                            | Posiciones |
| --------------------------------------- | ---------- |
| Alemania (Media Control Charts)         | 4          |
| Australia (ARIA)                        | 1          |
| Austria (Ö3 Austria)                    | 2          |
| Bélgica (Ultratop flamenca)             | 3          |
| Bélgica (Ultratop valona)               | 18         |
| Canadá (Billboard Canadian Albums)      | 1          |
| República Checa (ČNS IFPI)              | 1          |
| Dinamarca (Hitlisten)                   | 1          |
| Países Bajos (Album Top 100)            | 2          |
| Finlandia (Suomen Virallinen Lista)     | 1          |
| Francia (SNEP)                          | 23         |
| Irlanda (IRMA)                          | 1          |
| Italia (FIMI)                           | 9          |
| Nueva Zelanda (Recorded Music NZ)       | 1          |
| Noruega (VG-lista)                      | 1          |
| Spanish Albums (PROMUSICAE)             | 12         |
| Suecia (Sverigetopplistan)              | 3          |
| Suiza (Schweizer Hitparade)             | 2          |
| Reino Unido (UK Albums Chart)           | 1          |
| Estados Unidos (Billboard 200)          | 1          |
| Estados Unidos (Top R&B/Hip-Hop Albums) | 1          |